# 新潟県道191号巻停車場新町線
新潟県道191号巻停車場新町線（にいがたけんどう191ごう まきていしゃじょうしんまちせん）は、新潟県新潟市（西蒲区）内を通る一般県道である。

## 概要

### 路線データ
- 起点：新潟県新潟市西蒲区巻甲（国道460号交点）
- 終点：新潟県新潟市西蒲区巻甲（新潟県道374号五千石巻新潟線交点）

## 地理

### 通過する自治体
- 新潟県新潟市（西蒲区）

### 接続する道路
- 国道460号（起点：新潟市西蒲区巻甲、「巻駅」南方）

この間西行き一方通行区間あり（「巻駅」前 - 終点）
- 新潟県道374号五千石巻新潟線（終点：新潟市西蒲区巻甲）

### 周辺
- JR越後線 巻駅
- 新潟市西蒲区役所
- 新潟県立巻総合高等学校
- 新潟県立西蒲高等特別支援学校
- 新潟市立西特別支援学校
- 第四北越銀行 巻中央支店
- 第四北越銀行 巻支店
- 大光銀行 巻支店
- 新潟県労働金庫 巻支店
- 巻信用組合 本店
- JA越後中央 巻支店
- 巻あたご簡易郵便局
- 新潟市巻文化会館